# 25823 Dentrujillo
25823 Dentrujillo este un asteroid din centura principală de asteroizi.

## Descriere
25823 Dentrujillo este un asteroid din centura principală de asteroizi. A fost descoperit pe 29 februarie 2000 la Socorro, New Mexico, în cadrul proiectului LINEAR. Asteroidul prezintă o orbită caracterizată de o semiaxă mare de 3,16 ua, o excentricitate de 0,18 și o înclinație de 3,0° în raport cu ecliptica.